# Залісово (Залісовський округ)
Залі́сово (рос. Залесово) — село, центр Залісовського округу Алтайського краю, Росія.

## Населення
Населення — 7290 осіб (2010; 7999 у 2002).
Національний склад (станом на 2002 рік):
- росіяни — 90 %